# Covington (Nowy Jork)
Covington – miasto w Stanach Zjednoczonych, w stanie Nowy Jork, w hrabstwie Wyoming.